# Свети Архангели (София)
Вижте пояснителната страница за други значения на Свети Архангели.
„Свети Архангели Михаил, Гавриил и Рафаил“ е българска православна църква в столицата на България – София. Църквата е параклис на Военната академия „Георги Раковски“.

## История
Към средата на 90-те години на XIX век командването на Военното училище решава да построи собствена църква за нуждите на обучаващите се в училището юнкери. Поради липса на средства и тъй като функциите на покрития манеж и конюшнята се дублират, е решено недовършената сграда на конюшнята да бъде преустроена в църква. Това е причина за нетрадиционната форма на църковната сграда – фасадата, комините, вратите, прозорците. Част от прозорците са зазидани, променена е лицевата фасада и задната част на сградата, а във вътрешността са издигнати стени. Иконостасът е дело на видните майстори от Дебърската художествена школа Филипови.
На 27 декември 1898 година храмът е тържествено осветен от митрополит Партений Софийски в присъствието на княз Фердинанд I Български и на брат му принц Филип, министъра на вътрешните работи Найден Бенев, министъра на народното просвещение Иван Вазов, министъра на финансите Теодор Теодоров, министъра на правосъдение Георги Згурев, министъра на обществените сгради Михаил Маджаров, военния министър полковник Никола Иванов, началника на Щаба на армията полковник Стефан Паприков, офицерите от свитата на княза и Щаба на армията, както и всички висши офицери от Софийския гарнизон.
На 20 януари 1906 година с височайши рескрипт до военния министър генерал-майор Михаил Савов княз Фердинанд I обявява, че наименува църквата на светите архангели Михаил, Гавриил и Рафаил.
След Първата световна война, през 1921 година на двете дълги стени са изписани имената на загиналите във войните 1912 – 1918 година възпитаници на училището.
В 1933-1934 година храмът е ремонтиран, боядисан и около него са засадени кипариси и кестени.
След Деветосептемврийския преврат, новата атеистична власт в 1946 година превръща църквата във фуражен склад, а имената на загиналите са заличени от стените. Сградата е преустройвана няколко пъти. В 1951 година след основен ремонт в нея е разположен Клубът на Военната академия. В 1954 година е оформена пристройката в задната част, която същата година започва работа като печатница, а централната част като лавка. В 1980-1981 година отново след ремонт в сградата са разположени спортна зала, оръжеен склад, книжарница, пощенска станция и по-късно хранителен магазин.
През май 2001 година започва ремонт за превръщането на храма отново в църква, който завършва на 20 август 2001 година. Пристройката от 50-те години е разрушена и част от вратите и прозорците са възстановени, дограмата е сменена, куполите отново издигнати. Изработен е нов иконостас. В края на 2005 година Семинарията дарява 40 икони и църковната утвар, необходима за църковната служба. На 26 януари 2006 година в църквата отново е извършена служба от митрополит Николай Пловдивски в присъствието на вицепрезидента Ангел Марин и ръководството на военното министерство.